# ペトロールズ
ペトロールズ（PETROLZ）は、2005年に結成された日本のスリーピース・バンド。

## 概要
メンバーは長岡亮介、三浦淳悟、そして河村俊秀の3人。英国で「ガソリン」を意味するバンド名は、クルマ好きの長岡が命名した。
結成のきっかけは、もともと色々な場でギターを弾いていた長岡が、純粋に楽しくやりたいことを追及できる場所を作ろうと思ったことから。以前からブラック・ミュージックも好きで、普通のロックではない、他にない音楽をやりたかった長岡が、ちゃんと話せる人とバンドを組もうと、ヒップホップのバンドをやっていた三浦と高校時代からの付き合いの河村を誘って結成。
3人編成にしたのは「それが格好いいと思ったから」という単純明快な理由。加えて、バンドとしての振り幅が大きいと思ったから。人数が増えるとそれだけ最小限の人数が大きくなってなかなか融通が利かないが、トリオなら大きくも小さくもなれるため。
オフィシャルサイトのイラストはロンドン在住のイラストレーターで、長岡が中学の頃に組み、その後も活動を継続する「ししゃも」というバンドにコーラスとして参加していたYuko Mによるもの。

### 楽曲制作
曲やアレンジの組み立て方は、長岡が大まかなデモを持ち込んでそれをスタジオで合わせ、アレンジが落ち着くまでライヴを重ねて完成させるというもの。CDは単なる記録でしかないと思っており、できた当初の感じから楽曲が変化して行くのを楽しむ。
活動を続ける内に音数がどんどん少なくなり、出来た間を楽器ではなくコーラスで埋めるというスタイルがより鮮明になった。
歌詞は日本語にこだわっている。きっかけは、ロンドンに語学留学していた頃、音楽業界関係者がよく来るパブでバイトしていた長岡の知人が、面白い音楽を探していたOASISのエージェントに「ロックっぽい音楽をやっている日本人」として長岡のことを伝えたところ、「英語の音楽はもう飽きてるし、新しい音楽に出会いたいからすごく興味がある」と言われたこと。あとからそれを聞かされた長岡が「そもそもは本場を見るような感覚でイギリスに行ったが、現地の人がそういうことを言っているなら、自分は日本人だからこそできる音楽を作ればいいんだ」と気が楽になり、日本人は英語にコンプレックスを抱くことなく日本語で表現し、日本人として日本の音楽を日本から発信したほうがいいと考えを改めたため。

## メンバー
- 長岡 亮介（ながおか りょうすけ、1978年10月7日 - ）：ボーカル、ギター
千葉県出身。東京事変のメンバーとしても活動している[11]。
高校の頃に河村と出会い、大学在学中に椎名純平のバックバンドの仕事で三浦と出会った[5]。
- 三浦 淳悟（みうら じゅんご、 1975年7月17日 - ） ：ベース、コーラス
神奈川県鎌倉市出身。愛称は"ジャンボ"。
ペトロールズを始める前はヒップホップ・バンドの「LOOP JUNKTION」に在籍していた[5]。吉井和哉（THE YELLOW MONKEY）のサポートメンバーとしても活動[11]。
長岡とは2001-2002年頃に出会った[6]。
- 河村 俊秀（かわむら としひで、1978年12月5日 - 2024年11月26日[12]）：ドラムス、カホン、コーラス
大阪府高石市生まれ、千葉県育ち。愛称は"ボブ"。
長岡とは高校時代からの音楽仲間で、長岡を含めた友人たちと「ししゃも」というバンドも組んでいる[6][7][11]。サポートミュージシャンとしても活動。
中学の頃に友人にバンドに誘われてからBUCK-TICKやLUNA SEAといったビジュアル系と呼ばれる音楽を聴き始めた。高校に入って長岡と出会ってビジュアル系バンドに誘うが断られ、逆に洋楽を勧められて聴くようになった。ペトロールズを始める前はビジュアル系やジャーマン・メタルを聴いていた[5]。
2024年11月26日、自宅で倒れているところを家族・友人に発見され、搬送先の病院で死亡が確認された。45歳没[13]。

## 略歴
2005年2月5日、長岡が三浦と河村を誘い結成。同年10月15日に下北沢ガレージで初ライブ。以後、下北沢ガレージを拠点として活動。
2007年4月1日、下北沢ガレージ創立13周年記念に、「激走 亮介街道」と銘打ったライブイベントを開催。ライブ会場で限定ミニアルバム『仮免（かりめん）』をリリース。
2008年2月17日にフィルムコンサート「ペトロールズ初音源収録曲選考会」を開催し、3月24日に初の公式音源『MUSIC FOUND BY HDR-HC3』をリリース。12月31日にミニアルバム『EVE2009』をリリース。
2010年11月26日から初のツアー「第1スティント」を敢行。26日の東京・六本木を皮切りに5日間で広島、福岡、大阪を回る。
2015年2月14日からツアー「go Apex」敢行。14日の名古屋、梅田、渋谷の3ヶ所を回る。8月12日に結成10年目にして初の全国販売となる1stアルバム『Renaissance』をリリースし、全国11カ所のツアー「Renaissance」を敢行。その後は10月にかけてワンマンツアー「Our first "conventional" tour "Renaissance"」を実施する。
2016年9月よりライブツアー「On The Road Again Again」を開催。
2017年は2月から3月にかけて全国ツアー「BASE-12」を行う。3月22日にトリビュートアルバム『WHERE, WHO, WHAT IS PETROLZ?』がリリースされる。
2024年11月26日、ドラム担当の河村が急逝。

## タイアップ
| 楽曲         | タイアップ                                                      |
| ------------ | --------------------------------------------------------------- |
| 「はのうた」 | テレビ東京系子供向け番組『しまじろうのわお!』内「うたコーナー」 |